# رود چاوانگا
رود چاوانگا (انگلیسی: Chavanga) یک رودخانه در استان مورمانسک کشور روسیه است.